# Caudron C.140
Le Caudron C.140 était un avion français à cabine de pilotage en tandem conçu en 1928 comme une combinaison d'avion de liaison, d'avion d'observation et d'entraînement au tir.

## Spécifications
- Charge alaire : 46,5 kg/m2
- Rapport puissance/masse : 0,13257 kW/kg